# Darkness in your Life
Albums de Crown of Creation
Crown of Creation meets Friends
(1998)
Darkness in your Life est un EP album studio du groupe allemand Crown of Creation, sorti le 18 août 2010.

## Fond
L’album a été certifié influences de Ace of Base et Camouflage. Il a été produit par Adrian Lesch entre le 31 mai et le 28 juillet 2010. La pochette a été fait par Thomas Czacharowski et le CD a été publié à l'occasion du 25e anniversaire de Crown of Creation le 18 août 2010.

## Liste des titres
Darkness in your Life a été écrit par Anne Crönert et Adrian Lesch. Run away a été écrit par Sabine Mertens. Fallen Angel a été écrit par Thomas Czacharowski et Frustsong a été écrit en 1985 par Silke Kasten, Matthias Blazek et l'ancien membre du groupe Scooter Rick J. Jordan.
| No | Titre                    | Durée |
| -- | ------------------------ | ----- |
| 1. | Darkness in your Life    | 4:01  |
| 2. | Run away                 | 4:14  |
| 3. | Fallen Angel             | 4:36  |
| 4. | Frustsong (Version 2010) | 4:17  |

## Personnel
- Anne Crönert : chant
- Matthias Blazek : synthétiseur
- Thomas Czacharowski : synthétiseur
- Adrian Lesch : synthétiseur
- Olaf Oppermann : guitare

## Production
- Adrian Lesch (Agent Dee Homerecording Studio, Hanovre-Ahlem)
- Enregistrement par Adrian Lesch
- Assistance technique : Thomas Czacharowski
- Mixage par Adrian Lesch